# Johan Röjler
Johan Alfons Thomas Röjler (ur. 11 listopada 1981 w Örebro) – szwedzki łyżwiarz szybki reprezentujący klub SK Winner Örebro. Srebrny medalista mistrzostw świata i mistrz świata juniorów.

## Kariera
Pierwszy sukces w karierze Johan Röjler osiągnął w 2000 roku, kiedy zdobył złoty medal w wieloboju podczas mistrzostw świata juniorów w Seinäjoki. W zawodach tych wyprzedził bezpośrednio Takaharu Nakajimę z Japonii i Niemca Jana Friesingera. W tej samej konkurencji był też czwarty na rozgrywanych rok później mistrzostwach świata juniorów w Groningen, przegrywając walkę o podium z Yeo Sang-yeopem z Korei Południowej. W 2002 roku wziął udział w igrzyskach olimpijskich w Salt Lake City, zajmując między innymi 22. miejsce w biegu na 1500 m. Na rozgrywanych cztery lata później igrzyskach w Turynie, jego najlepszym wynikiem było dziesiąte miejsce na dystansie 10 000 m. Największy sukces w kategorii seniorów osiągnął na dystansowych mistrzostwach świata w Richmond w 2009 roku, gdzie wspólnie z Danielem Fribergiem i Joelem Erikssonem zdobył srebrny medal w biegu drużynowym. Indywidualnie najlepszy wynik osiągnął na rozgrywanych dwa lata wcześniej mistrzostwach świata w Salt Lake City, gdzie był szósty w biegu na 10 000 m. Szóste miejsce zajął także na wielobojowych mistrzostwach Europy w Hamar w 2006 roku. Brał również udział w igrzyskach olimpijskich w Vancouver w 2010 roku, gdzie był siódmy w drużynie, a indywidualnie plasował się w trzeciej dziesiątce. Nigdy nie stanął na podium indywidualnych zawodów Pucharu Świata, jednak w drużynie dokonał tego dwukrotnie. Najlepsze wyniki osiągnął w sezonie 2005/2006, kiedy był dziesiąty w klasyfikacji końcowej 5000/10 000 m. W 2010 roku zakończył karierę.

## Rekordy życiowe[2]
- 500 m - 37,05 (2004)
- 1000 m - 1:10,60 (2009)
- 1500 m - 1:46,59 (2009)
- 5000 m - 6:18,35 (2006)
- 10000 m - 13:08,42 (2006)